# Tadeusz Kutrzeba
Tadeusz Kutrzeba [tadeuš kutřeba] (15. dubna 1885 nebo 1886, Krakov – 8. ledna 1947, Londýn) byl polský divizní generál považovaný za jednoho z nejlepších polských velitelů druhé světové války.

## Biografie
V roce 1906 ukončil s vyznamenáním Vojenskou technickou akademii v Mödlingenu a stal se podporučíkem ženijního vojska. V září 1939 (nyní již jako generál) vedl Armádu Poznaň složenou ze 4 pěších divizí a dvou jízdních brigád. Aby ulevil tlaku na Varšavu a poté posílil její obránce, naplánoval a vedl zoufalý protiútok trosek armád Poznaň a Pomoří na křídlo a týl skupiny armád Jih generála Gerda von Rundstedta (bitva na Bzuře), který byl po počátečních úspěších rozdrcen obrovskou přesilou německých jednotek a metodickými údery Luftwaffe. Byl zajat po pádu Varšavy a jako válečný zajatec vězněn v táborech Hohenstein, Königstein a Murnau. Po válce byl předsedou Komise historické zářijové kampaně, která zasedala v Londýně. Zde také zemřel na rakovinu.
Je pochován na 'Cmentarzu Wojskowym na Powązkach' ve Varšavě.

### Vyznamenání
Byl vyznamenán řádem Virtuti Militari (2., 3. a 5. třídy), Řádem Odrodzenia Polski 3. a 5. třídy, řádem Krzyż Walecznych (3x), řádem Złoty Krzyż Zasługi a řadou dalších zahraničních vyznamenání.

## Fotogalerie

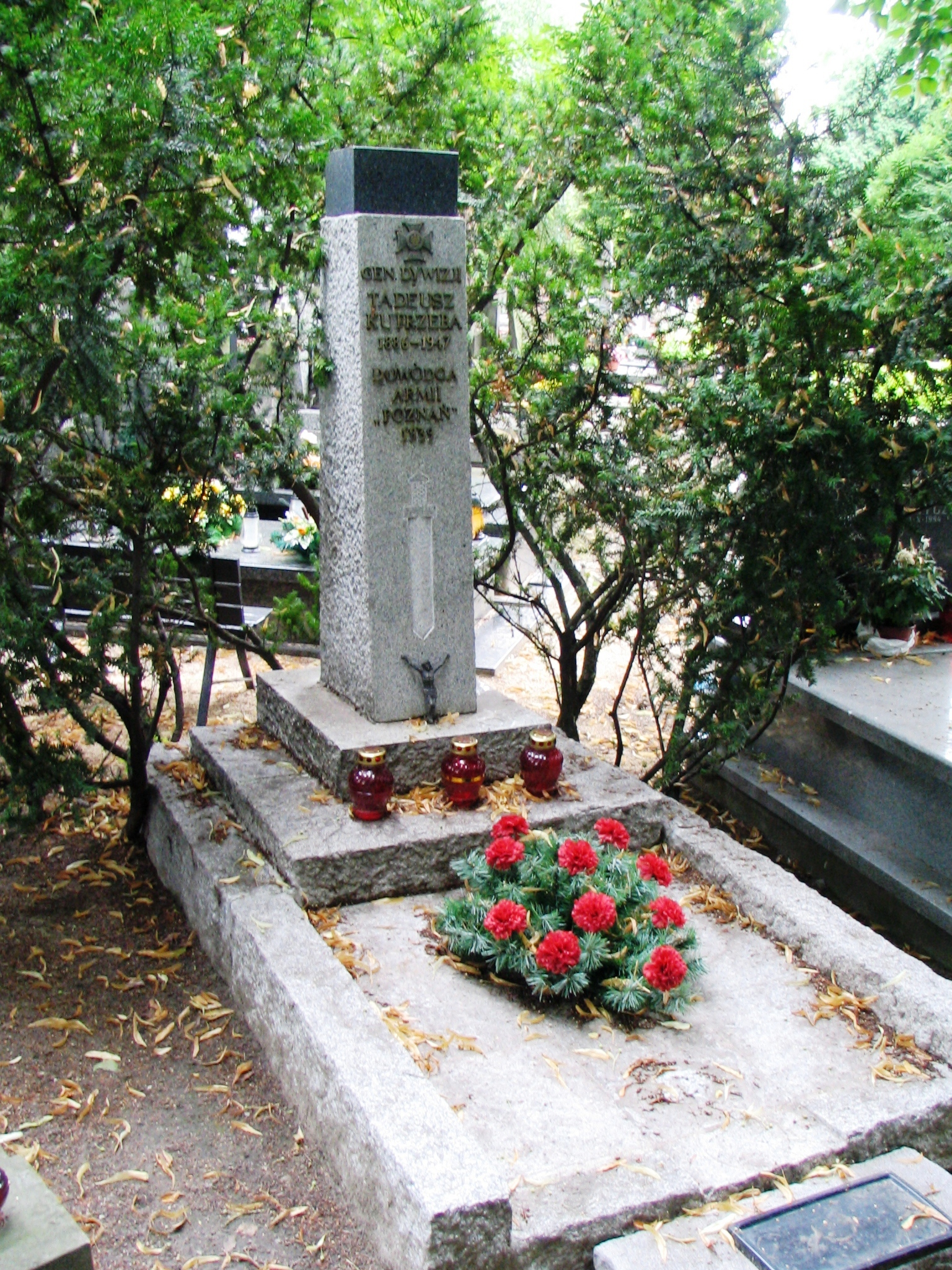
Hrob Tadeusze Kutrzeby ve Varšavě
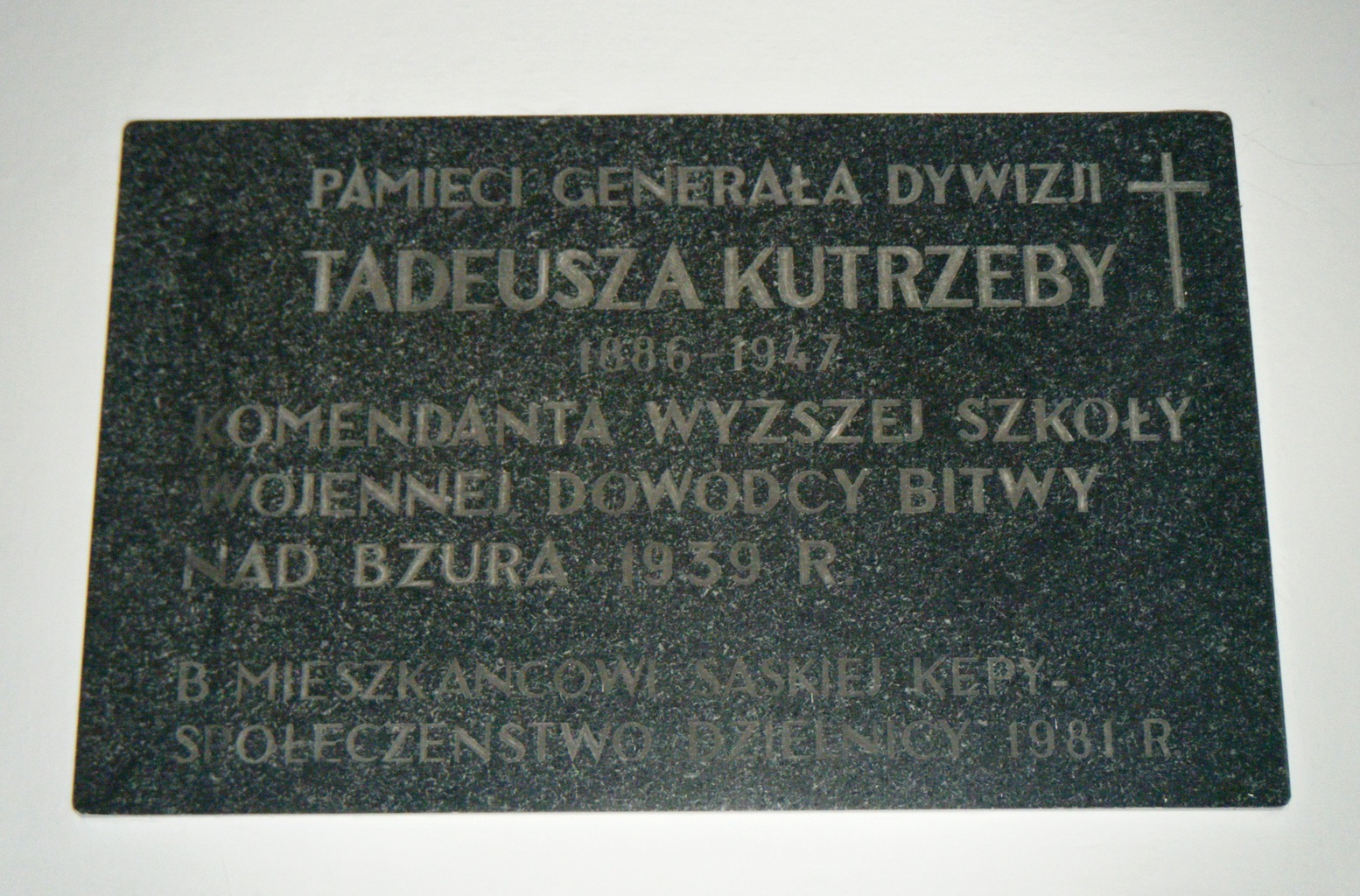
Pamětní deska ve Varšavě (kostel při ul. Alfreda Nobla 16)
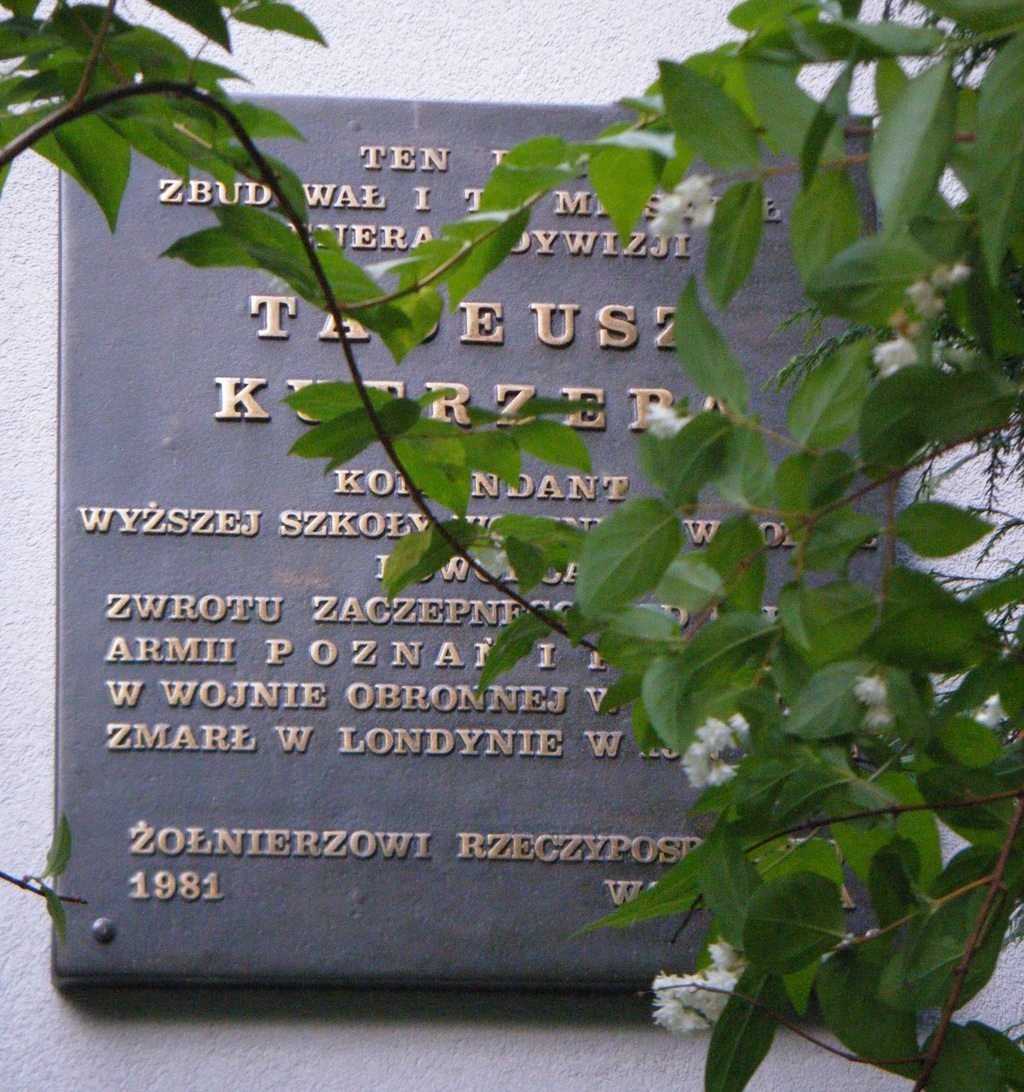
Pamětní deska ve Varšavě (ul. Bajońska 3, Saska Kępa)